# Svalehultagyl
Svalehultagyl är en sjö i Ronneby kommun i Blekinge och ingår i Bräkneån-Mieåns kustområde.